# Víki
Víki (Viki) är en ort i Grekland.   Den ligger i prefekturen Chios och regionen Nordegeiska öarna, i den östra delen av landet, 210 km öster om huvudstaden Aten. Víki ligger 364 meter över havet och antalet invånare är 108. Den ligger på ön Chios.
Terrängen runt Víki är kuperad åt nordväst, men åt sydost är den bergig. Havet är nära Víki norrut. Runt Víki är det glesbefolkat, med 14 invånare per kvadratkilometer. Närmaste större samhälle är Kardámyla, 8,7 km sydost om Víki. 